# Okręg wyborczy Ashfield
Okręg wyborczy Ashfield powstał w 1955 r. i wysyła do brytyjskiej Izby Gmin jednego deputowanego. Okręg położony jest w hrabstwie Nottinghamshire.

## Deputowani do brytyjskiej Izby Gmin z okręgu Ashfield
- 1955–1966: William Warbey, Partia Pracy
- 1966–1977: David Marquand, Partia Pracy
- 1977–1979: Tim Smith, Partia Konserwatywna
- 1979–1992: Frank Haynes, Partia Pracy
- 1992 − : Geoff Hoon, Partia Pracy